# Liste der Biografien/Murr
Liste der Biografien |
Portal Biografien |
Personensuche
# |
A |
B |
C |
D |
E |
F |
G |
H |
I |
J |
K |
L |
M |
N |
O |
P |
Q |
R |
S |
T |
U |
V |
W |
X |
Y |
Z |
?
 
Ma |
Mb |
Mc |
Md |
Me |
Mf |
Mg |
Mh |
Mi |
Mj |
Mk |
Ml |
Mm |
Mn |
Mo |
Mp |
Mq |
Mr |
Ms |
Mt |
Mu |
Mv |
Mw |
Mx |
My |
Mz
 
Mua |
Mub |
Muc |
Mud |
Mue |
Muf |
Mug |
Muh |
Mui |
Muj |
Muk |
Mul |
Mum |
Mun |
Muo |
Mup |
Muq |
Mur |
Mus |
Mut |
Muu |
Muv |
Muw |
Mux |
Muy |
Muz
 
Mura |
Murb |
Murc |
Murd |
Mure |
Murf |
Murg |
Murh |
Muri |
Murj |
Murk |
Murl |
Murm |
Murn |
Muro |
Murp |
Murr |
Murs |
Murt |
Muru |
Murv |
Murw |
Mury |
Murz
Die Liste der Biografien führt alle Personen auf, die in der deutschsprachigen Wikipedia einen Artikel haben. Dieses ist eine Teilliste mit 325 Einträgen von Personen, deren Namen mit den Buchstaben „Murr“ beginnt.

## Murr
- Murr, Christoph Gottlieb von (1733–1811), deutscher Gelehrter
- Murr, Elias (* 1962), libanesischer Politiker
- Murr, Ferdinand (1912–1978), estnischer Fußballspieler
- Murr, Franz (1887–1964), deutscher Künstler, Illustrator und Aquarellmaler
- Murr, Josef (1864–1932), österreichischer Studienrat und Botaniker
- Murr, Karl Borromäus (* 1966), deutscher Historiker, Philosoph und Museologe
- Murr, Leonhard (1896–1967), deutscher Politiker (FDP), MdB
- Murr, Michel (1932–2021), libanesischer Politiker und Geschäftsmann
- Murr, Stefan (* 1976), deutscher SchauspielerStefan Murr (* 1976)

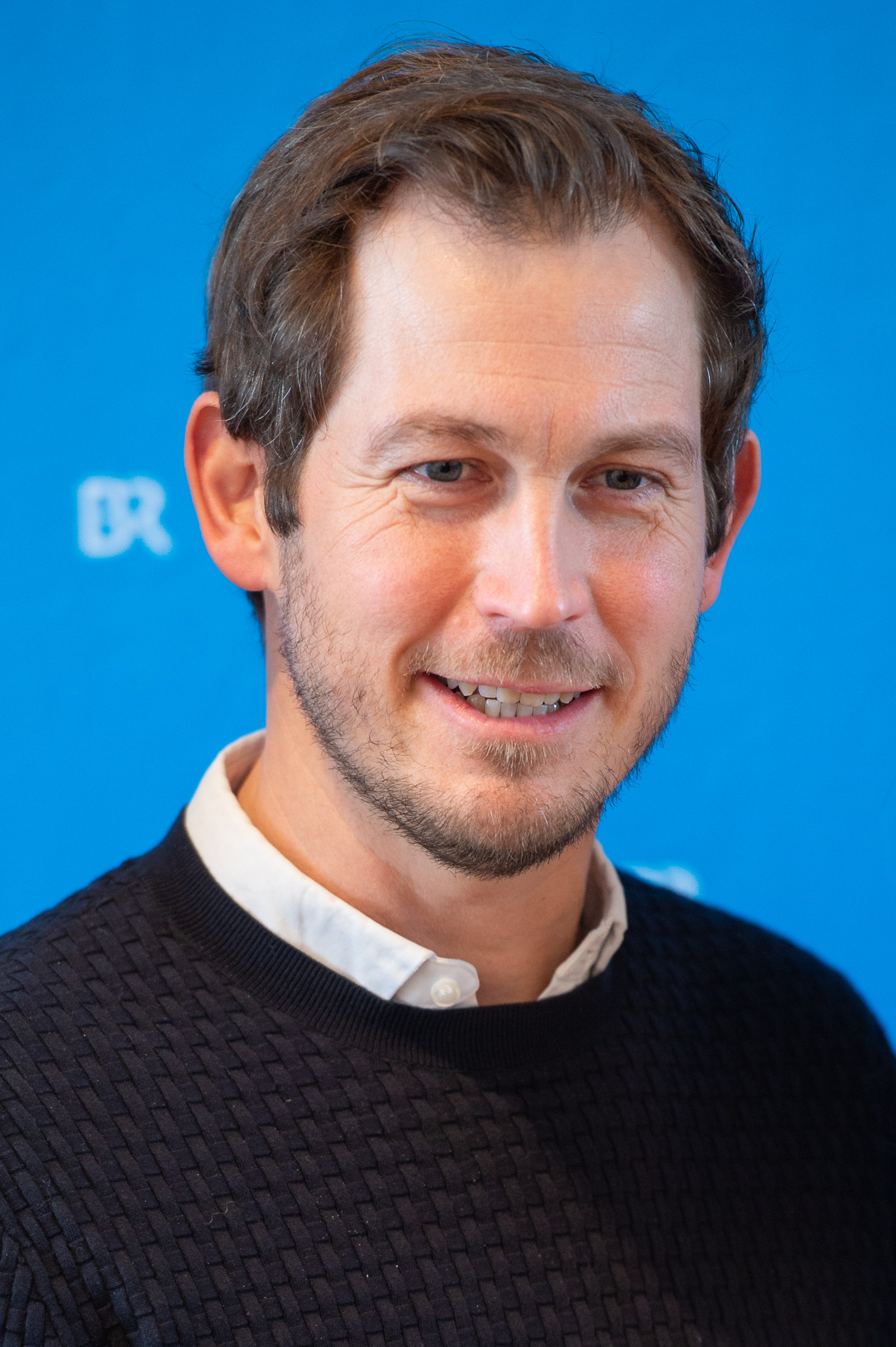
Stefan Murr (* 1976)

- Murr, Vinzenz († 1949), deutscher Fleischer
- Murr, Wilhelm (1888–1945), deutscher Politiker (NSDAP), MdR, Reichsstatthalter von Württemberg

### Murra
- Murra, Prokop (1921–2005), albanischer kommunistischer Politiker

#### Murrah
- Murrah, Pendleton († 1865), letzter (10.) Gouverneur von Texas während des Sezessionskriegs

#### Murray

##### Murray D
- Murray de Melgum, Joseph Jacob (1718–1802), habsburgischer Militärangehöriger

##### Murray T
- Murray the K (1922–1982), US-amerikanischer DJ und Musikproduzent

##### Murray, A – Murray, Y

###### Murray, A
- Murray, Al (* 1968), britischer Comedian, Schauspieler, Drehbuchautor, TV- und RadiomoderatorAl Murray (* 1968)

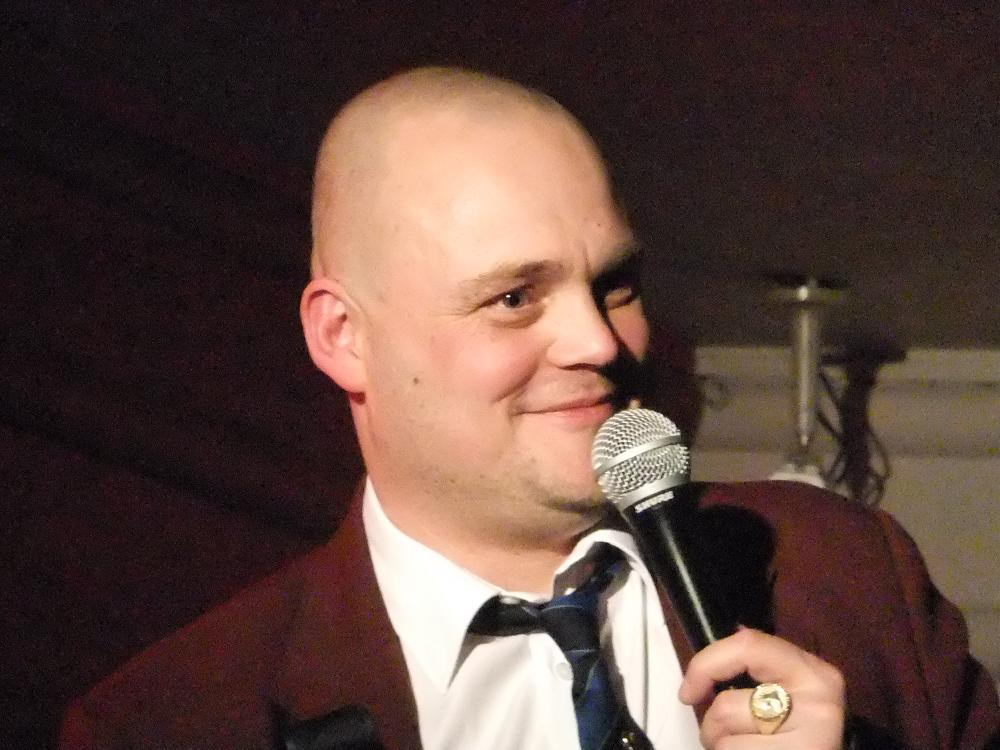
Al Murray (* 1968)

- Murray, Alan Robert († 2021), Tontechniker
- Murray, Alan, 5. Earl of Mansfield (1864–1935), britischer Peer und Politiker
- Murray, Albert, Baron Murray of Gravesend (1930–1980), britischer Manager und Politiker (Labour), Mitglied des House of Commons
- Murray, Alexander (1810–1884), schottischer Geologe
- Murray, Amanda (* 1983), deutsche Rapperin
- Murray, Ambrose S. (1807–1885), US-amerikanischer Politiker
- Murray, Andrew († 1242), schottischer Geistlicher
- Murray, Andrew († 1297), schottischer Adliger und Militär
- Murray, Andrew (1298–1338), schottischer Adliger und Regent
- Murray, Andrew (1812–1878), schottischer Botaniker, Zoologe und Biogeograph
- Murray, Andrew (1828–1917), südafrikanischer Pfarrer und Schriftsteller
- Murray, Andrew (* 1981), kroatisch-kanadischer Eishockeyspieler
- Murray, Andrew, 1. Viscount Dunedin (1849–1942), schottisch-britischer Jurist und Politiker (Conservative Party)
- Murray, Andy (* 1951), kanadischer Eishockeyspieler und -trainer
- Murray, Andy (* 1987), britischer Tennisspieler
- Murray, Ann (* 1949), irische Opernsängerin (Mezzosopran)
- Murray, Anne (* 1945), kanadische Country-Sängerin
- Murray, Archibald (1860–1945), britischer General
- Murray, Ashleigh (* 1988), US-amerikanische Sängerin und Schauspielerin
- Murray, Augusta (1768–1830), morganatische Ehefrau von Augustus Frederick, Duke of Sussex

###### Murray, B
- Murray, Barbara (1929–2014), britische Schauspielerin
- Murray, Bert (* 1942), englischer Fußballspieler
- Murray, Bill (* 1950), US-amerikanischer SchauspielerBill Murray (* 1950)

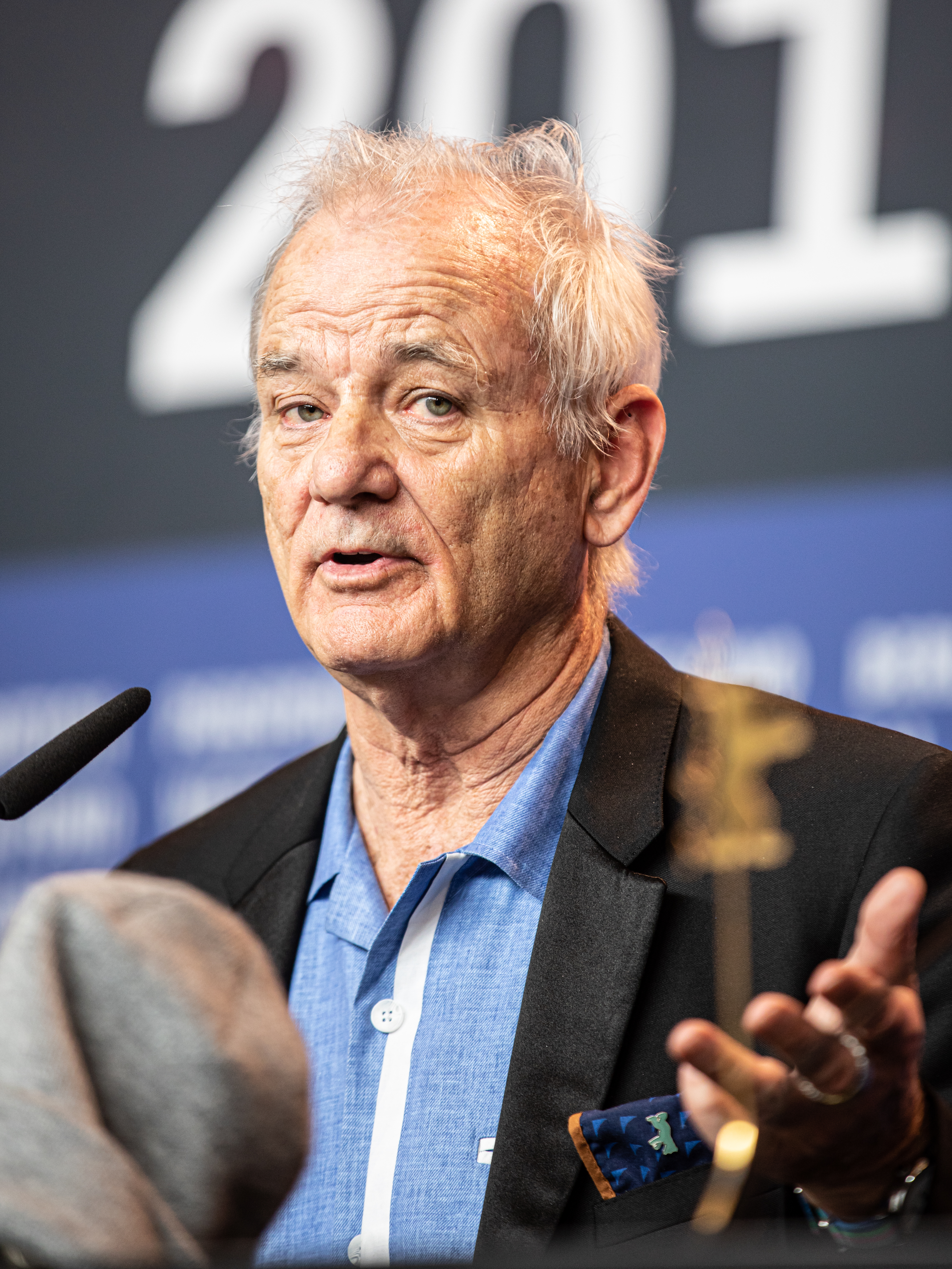
Bill Murray (* 1950)

- Murray, Billy (1877–1954), US-amerikanischer Pop- und Novelty-Sänger
- Murray, Bob (* 1948), kanadischer Eishockeyspieler
- Murray, Bob (* 1954), kanadischer Eishockeyspieler und -manager
- Murray, Brady (* 1984), US-amerikanisch-kanadischer Eishockeyspieler
- Murray, Brendan (* 1996), irischer Sänger
- Murray, Brendan Sean, südafrikanischer Schauspieler und Synchronsprecher
- Murray, Brian, irischer Jurist
- Murray, Brian (1921–1991), australischer Konteradmiral und Gouverneur von Victoria
- Murray, Bruce (* 1966), US-amerikanischer Fußballspieler
- Murray, Bruce C. (1931–2013), US-amerikanischer Geologe und Planetologe
- Murray, Bruce, 12. Duke of Atholl (* 1960), südafrikanischer Geschäftsmann und schottischer Clanchef
- Murray, Bryan (1942–2017), kanadischer Eishockeytrainer und General Manager

###### Murray, C
- Murray, Cara (* 2000), nordirische Cricketspielerin
- Murray, Chad Michael (* 1981), US-amerikanischer SchauspielerChad Michael Murray (* 1981)

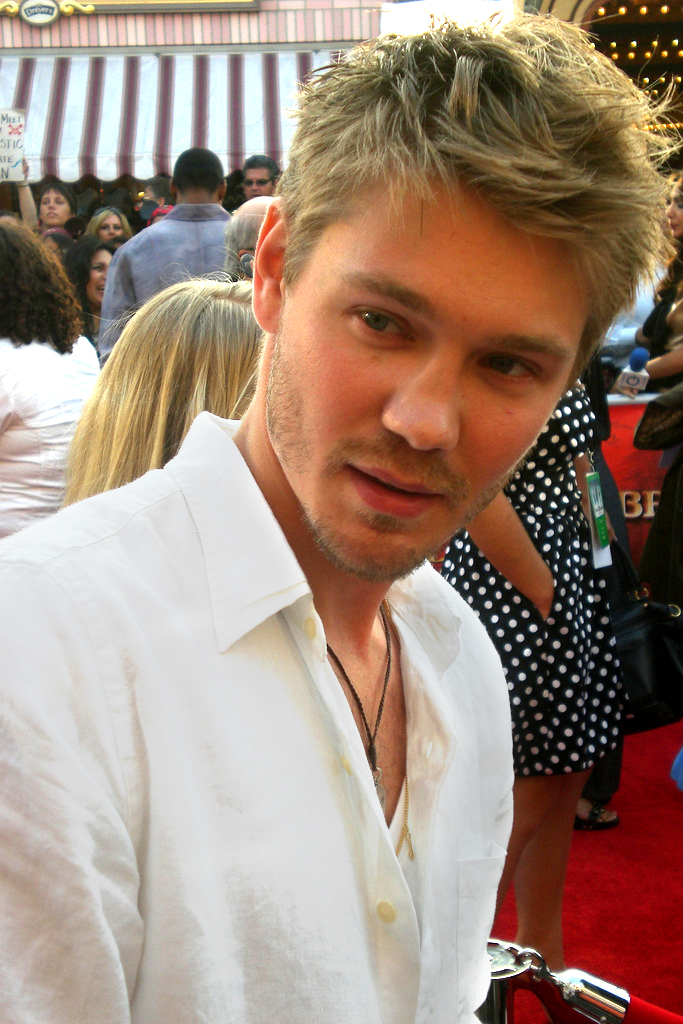
Chad Michael Murray (* 1981)

- Murray, Charles (1872–1941), US-amerikanischer Schauspieler
- Murray, Charles (* 1943), US-amerikanischer Politologe und Autor
- Murray, Charles (* 1968), US-amerikanischer Boxer im Halbweltergewicht
- Murray, Charles Augustus (1806–1895), englischer Schriftsteller und Diplomat
- Murray, Charles, 7. Earl of Dunmore (1841–1907), schottischer Adliger
- Murray, Charles, Lord Murray (1866–1936), britischer Politiker und Richter
- Murray, Cherisse (* 1993), trinidadisch-tobagische Kugelstoßerin und Diskuswerferin
- Murray, Chris (* 1963), US-amerikanischer Musicaldarsteller
- Murray, Chris (* 1974), kanadischer Eishockeyspieler und -trainer
- Murray, Christopher (* 1957), US-amerikanischer Schauspieler
- Murray, Christopher B., US-amerikanischer Chemiker
- Murray, Conor (* 1989), irischer Rugbyspieler
- Murray, Conrad (* 1953), US-amerikanischer ArztConrad Murray (* 1953)

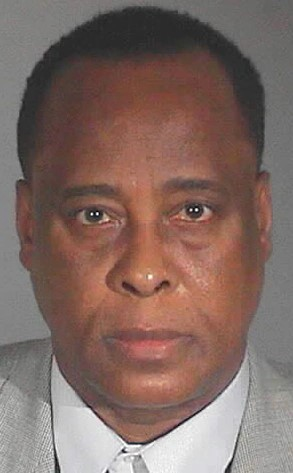
Conrad Murray (* 1953)

- Murray, Craig (* 1958), schottischer Journalist, Menschenrechtsaktivist und ehemaliger Botschafter
- Murray, Craig (* 1994), schottischer Fußballspieler

###### Murray, D
- Murray, Dana, Filmproduzentin
- Murray, Dane (* 2003), schottischer Fußballspieler
- Murray, Daniel (1768–1852), irischer Geistlicher
- Murray, Dave (1953–1990), kanadischer Skirennläufer
- Murray, Dave (* 1956), britischer Musiker
- Murray, David († 1326), schottischer Geistlicher
- Murray, David (1830–1905), Pädagoge
- Murray, David (1849–1933), britischer Landschaftsmaler
- Murray, David (1909–1973), britischer Rennfahrer
- Murray, David (* 1955), US-amerikanischer Tenorsaxophonist und Bassklarinettist
- Murray, David Christie (1847–1907), britischer Journalist und Schriftsteller
- Murray, David E. (* 1951), schottischer Unternehmer und Sportfunktionär
- Murray, David, 5. Viscount of Stormont (1665–1731), schottischer Peer
- Murray, Dee (1946–1992), englischer BassistDee Murray (1946–1992)

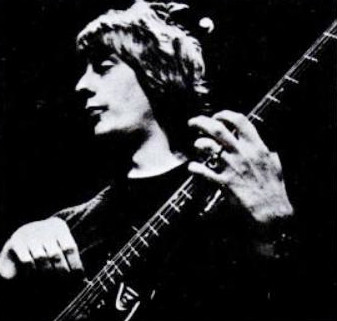
Dee Murray (1946–1992)

- Murray, Dejounte (* 1996), US-amerikanischer Basketballspieler
- Murray, DeMarco (* 1988), US-amerikanischer American-Football-Spieler
- Murray, Devon (* 1988), irischer Schauspieler
- Murray, Diedre (* 1951), US-amerikanische Cellistin und Komponistin
- Murray, Don (1904–1929), US-amerikanischer Jazzmusiker
- Murray, Don (1929–2024), US-amerikanischer Film- und Theaterschauspieler sowie Drehbuchautor, Filmregisseur und Filmproduzent
- Murray, Donal Brendan (1940–2024), irischer römisch-katholischer Geistlicher, Bischof von Limerick
- Murray, Donal Joseph (1918–1999), irischer Ordensgeistlicher, römisch-katholischer Bischof von Makurdi
- Murray, Donald (1862–1923), schottischer Politiker
- Murray, Donald (1865–1945), Erfinder
- Murray, Donald Gordon (1943–2021), kanadischer Fotograf
- Murray, Donald McGregor (* 1929), australischer Badmintonspieler
- Murray, Doug (1967–2013), deutsch-kanadischer Eishockeyspieler
- Murray, Douglas, US-amerikanischer Tontechniker
- Murray, Douglas (* 1979), britischer Autor und PublizistDouglas Murray (* 1979)

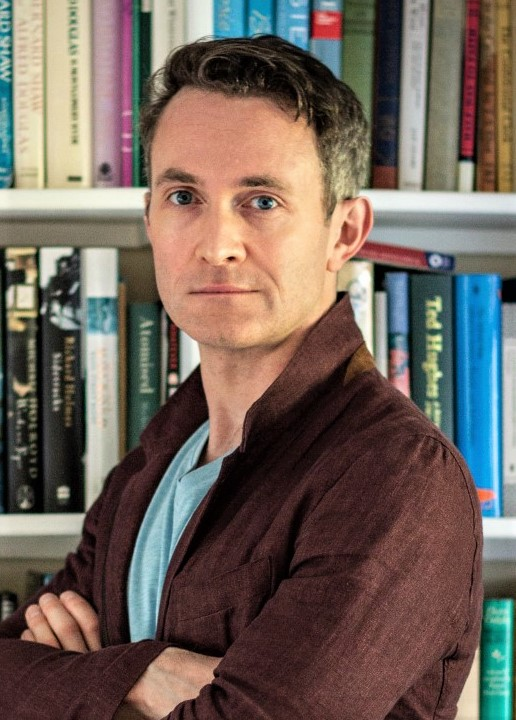
Douglas Murray (* 1979)

- Murray, Douglas (* 1980), schwedischer Eishockeyspieler
- Murray, Drew (* 2005), US-amerikanischer Fußballspieler

###### Murray, E
- Murray, Earl Bernard (1926–2002), US-amerikanischer Trompeter und Dirigent
- Murray, Ed (* 1955), US-amerikanischer Politiker
- Murray, Eddie (* 1956), US-amerikanischer Baseballspieler
- Murray, Eddie (* 1956), kanadischer American-Football-Spieler
- Murray, Elaine (* 1954), schottische Politikerin
- Murray, Eli Houston (1843–1896), US-amerikanischer Politiker
- Murray, Elizabeth (1940–2007), US-amerikanische Künstlerin
- Murray, Elizabeth (* 1980), US-amerikanische Motivationstrainerin und Buchautorin
- Murray, Eric (* 1982), neuseeländischer Ruderer
- Murray, Erna (* 1897), deutsche Schwimmerin
- Murray, Euan (* 1980), schottischer Rugbyspieler
- Murray, Euan (* 1994), schottischer Fußballspieler
- Murray, Eunice (1878–1960), britische Suffragette, Politikerin und Autorin
- Murray, Eustace Clare Grenville (1824–1881), englischer Journalist

###### Murray, F
- Murray, Feg (1894–1973), US-amerikanischer Leichtathlet
- Murray, Fergus (* 1942), britischer Langstreckenläufer
- Murray, Flora (1869–1923), schottische Ärztin und Frauenrechtlerin
- Murray, Frances (1843–1919), US-amerikanisch-britische Suffragette und Autorin
- Murray, Francis J. (1911–1996), US-amerikanischer Mathematiker
- Murray, Fraser (* 1999), schottischer Fußballspieler
- Murray, Freya (* 1983), britische Langstreckenläuferin

###### Murray, G
- Murray, G. L., englische Badmintonspielerin
- Murray, Garth (* 1982), kanadischer Eishockeyspieler und -trainer
- Murray, George (1772–1846), britischer General und Politiker, Mitglied des House of Commons, Generalquartiermeister, Kriegsminister
- Murray, George W. (1853–1926), US-amerikanischer Politiker
- Murray, Gerald (1885–1951), kanadischer Ordensgeistlicher, römisch-katholischer Koadjutorerzbischof von Winnipeg
- Murray, Gilbert (1866–1957), britischer Altphilologe
- Murray, Glen (* 1957), kanadischer Politiker
- Murray, Glen (* 1972), kanadischer Eishockeyspieler und -funktionär
- Murray, Glenn (* 1983), englischer Fußballspieler
- Murray, Godfrey (* 1950), jamaikanischer Hürdenläufer
- Murray, Gordon (* 1946), südafrikanischer Ingenieur und Rennwagen-Konstrukteur in der Formel 1
- Murray, Gordon (1948–2017), kanadischer Musiker
- Murray, Gordon D. W. (1894–1976), kanadischer Chirurg
- Murray, Grayson (1993–2024), US-amerikanischer Golfsportler

###### Murray, H
- Murray, Hannah (* 1989), britische Schauspielerin
- Murray, Harold, US-amerikanischer Jazzmusiker und Bildhauer
- Murray, Henry (1886–1943), neuseeländischer Leichtathlet
- Murray, Henry (1893–1988), US-amerikanischer PsychologeHenry Murray (1893–1988)

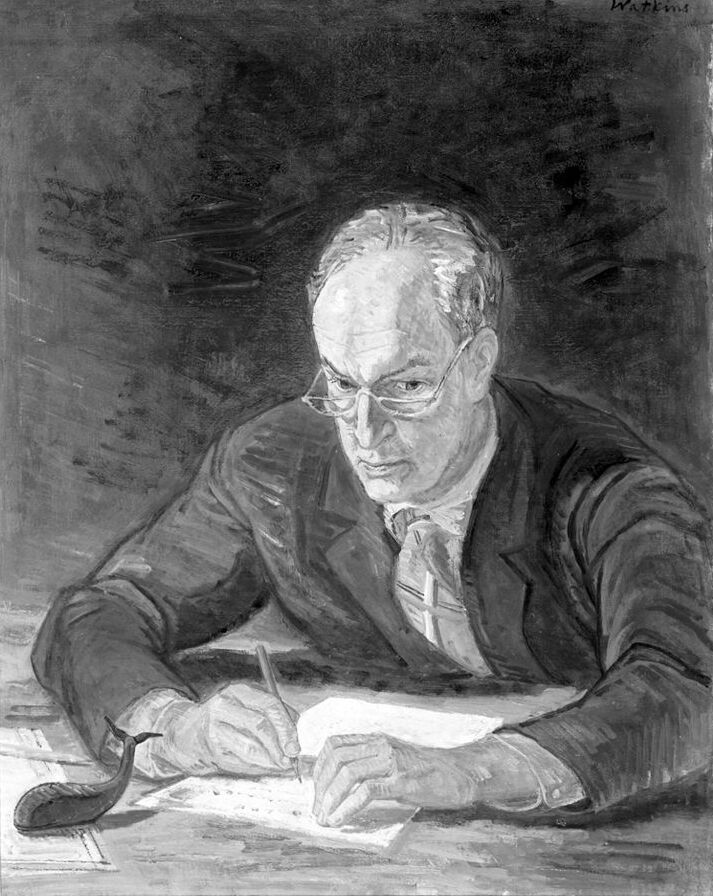
Henry Murray (1893–1988)

- Murray, Herman (1909–1998), kanadischer Eishockeyspieler
- Murray, Horatius (1903–1989), britischer General

###### Murray, I
- Murray, Ian (1932–2016), schottischer Geistlicher und römisch-katholischer Bischof von Argyll and the Isles
- Murray, Ian (* 1976), schottischer Politiker
- Murray, Ian (* 1981), schottischer Fußballspieler und -trainer
- Murray, Innes (* 1998), schottischer Fußballspieler
- Murray, Iris (1978–2022), österreichische Springreiterin

###### Murray, J
- Murray, Jack (1900–1961), US-amerikanischer Filmeditor
- Murray, Jaime (* 1976), britische Schauspielerin und ModelJaime Murray (* 1976)

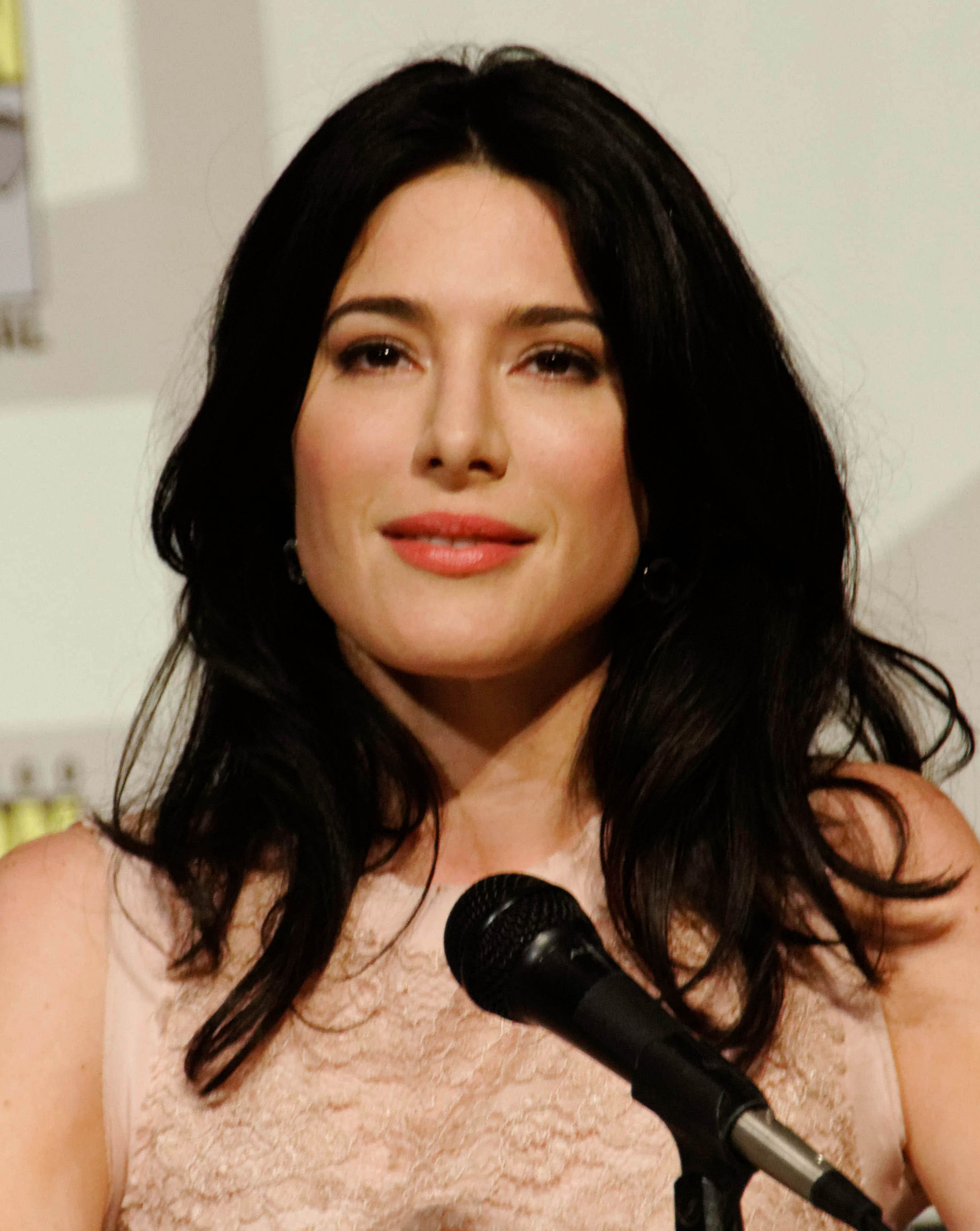
Jaime Murray (* 1976)

- Murray, Jamal (* 1997), kanadischer Basketballspieler
- Murray, James (1721–1794), britischer General und Gouverneur von Quebec und Menorca
- Murray, James († 1881), US-amerikanischer Jurist und Politiker
- Murray, James (1837–1915), britischer Lexikograf und Philologe
- Murray, James (1853–1919), britischer General, Chef des Generalstabes
- Murray, James (1865–1914), britischer Biologe und Polarforscher
- Murray, James (1901–1936), US-amerikanischer Schauspieler
- Murray, James (* 1975), britischer SchauspielerJames Murray (* 1975)
- Murray, James A., Naturforscher

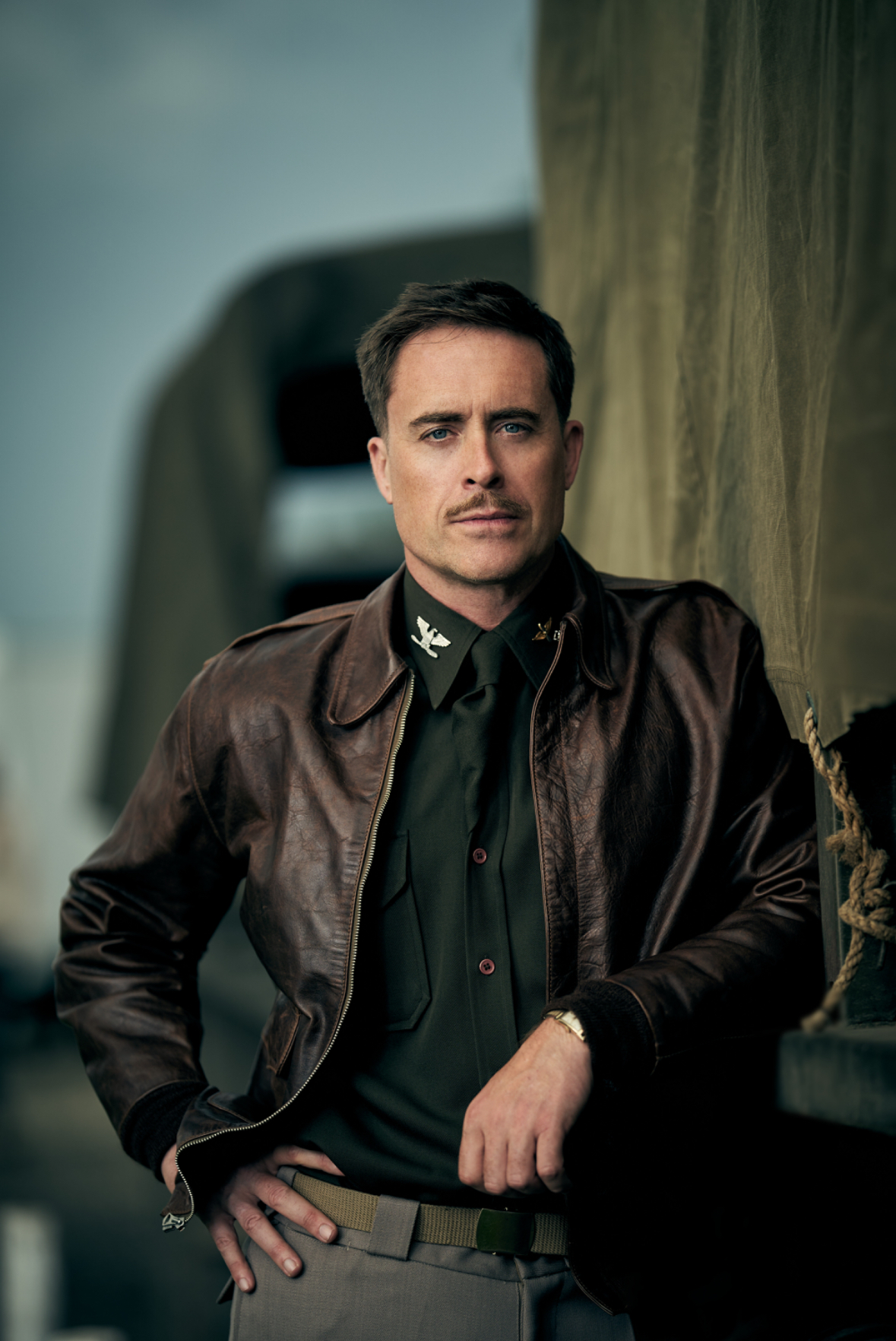
James Murray (* 1975)

- Murray, James Albert (1932–2020), US-amerikanischer Geistlicher, römisch-katholischer Bischof von Kalamazoo
- Murray, James C. (1917–1999), US-amerikanischer Jurist und Politiker
- Murray, James D. (* 1931), schottischer Mathematiker und Hochschullehrer
- Murray, James Donald (* 1946), US-amerikanischer Rennrodler
- Murray, James Edward (1876–1961), US-amerikanischer Politiker
- Murray, James M. (1889–1946), US-amerikanischer Unternehmer und Politiker
- Murray, James O’Hara (1870–1943), britischer Maschinenbauingenieur und Tennisspieler
- Murray, Jamie (* 1986), britischer Tennisspieler
- Murray, Jenn (* 1986), nordirische Filmschauspielerin
- Murray, Jessie Margaret (1867–1920), britische Psychologin
- Murray, Jillian (* 1984), US-amerikanische Schauspielerin
- Murray, Jim (* 1957), britischer Journalist, Experte und Kritiker für Whisky sowie Fachbuchautor
- Murray, Jimmy (1933–2015), schottischer Fußballspieler und -trainer
- Murray, Jimmy (1935–2008), englischer Fußballspieler
- Murray, Joe (* 1961), US-amerikanischer Animator
- Murray, Joel (* 1963), US-amerikanischer Schauspieler und RegisseurJoel Murray (* 1963)

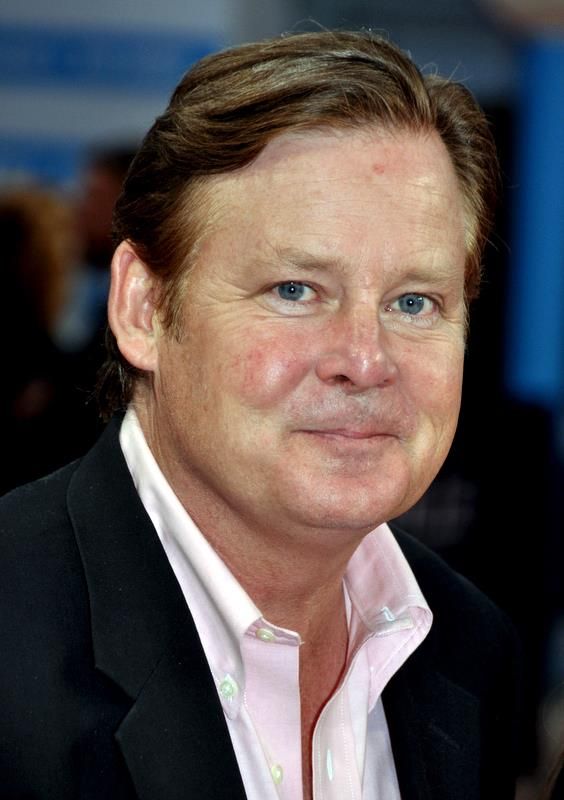
Joel Murray (* 1963)

- Murray, Joelle (* 1986), schottische Fußballspielerin
- Murray, Johan Andreas (1740–1791), schwedischer Botaniker und Mediziner
- Murray, John († 1775), britischer Diplomat
- Murray, John (1741–1815), britischer und US-amerikanischer Theologe und Autor
- Murray, John (1768–1834), US-amerikanischer Politiker
- Murray, John (1775–1807), britischer Kapitänleutnant und Australien-Erforscher
- Murray, John (1808–1892), englischer Verleger
- Murray, John (1841–1914), britischer Ozeanograf und Naturwissenschaftler
- Murray, John (1924–2017), britischer Eishockeyspieler und Sportfunktionär
- Murray, John (1935–2018), englischer Cricketspieler
- Murray, John (* 1987), US-amerikanisch-polnischer Eishockeytorwart
- Murray, John F. (1927–2020), US-amerikanischer Mediziner
- Murray, John Gregory (1877–1956), US-amerikanischer Geistlicher, römisch-katholischer Erzbischof von Saint Paul
- Murray, John L. (1806–1842), US-amerikanischer Politiker
- Murray, John L. (1943–2023), irischer Chief Justice
- Murray, John M., US-amerikanischer Offizier, General der US-Army
- Murray, John Porry (1830–1895), US-amerikanischer Jurist und Politiker
- Murray, John, 11. Duke of Atholl (1929–2012), schottischer Peer, Chief des Clan Murray
- Murray, John, 4. Earl of Dunmore (1730–1809), britischer Gouverneur
- Murray, Johnston (1902–1974), US-amerikanischer Politiker, Gouverneur von Oklahoma
- Murray, Johny (* 1960), schwedisch-amerikanischer Fußballtorhüter und Eishockeyspieler
- Murray, Jonathan (* 1955), US-amerikanischer Fernsehproduzent
- Murray, Jordan (* 1995), australischer Fußballspieler
- Murray, Joseph (* 1987), englischer Boxer
- Murray, Joseph Edward (1919–2012), US-amerikanischer Mediziner und Nobelpreisträger
- Murray, Joseph Thomas (1834–1907), US-amerikanischer Fabrikant und Erfinder
- Murray, Judy (* 1959), britische Tennisspielerin und -trainerin
- Murray, Julia (* 1988), kanadische Freestyle-Skisportlerin

###### Murray, K
- Murray, Keegan (* 2000), US-amerikanischer Basketballspieler
- Murray, Keith (* 1974), US-amerikanischer Rapper
- Murray, Keith, Baron Murray of Newhaven (1903–1993), britischer Agrarwissenschaftler und Hochschulpräsident
- Murray, Ken (1903–1988), US-amerikanischer Entertainer
- Murray, Kenneth (1930–2013), britischer Molekularbiologe
- Murray, Kimberley (* 1988), britische Skeletonpilotin
- Murray, Kyler (* 1997), US-amerikanischer American-Football-SpielerKyler Murray (* 1997)

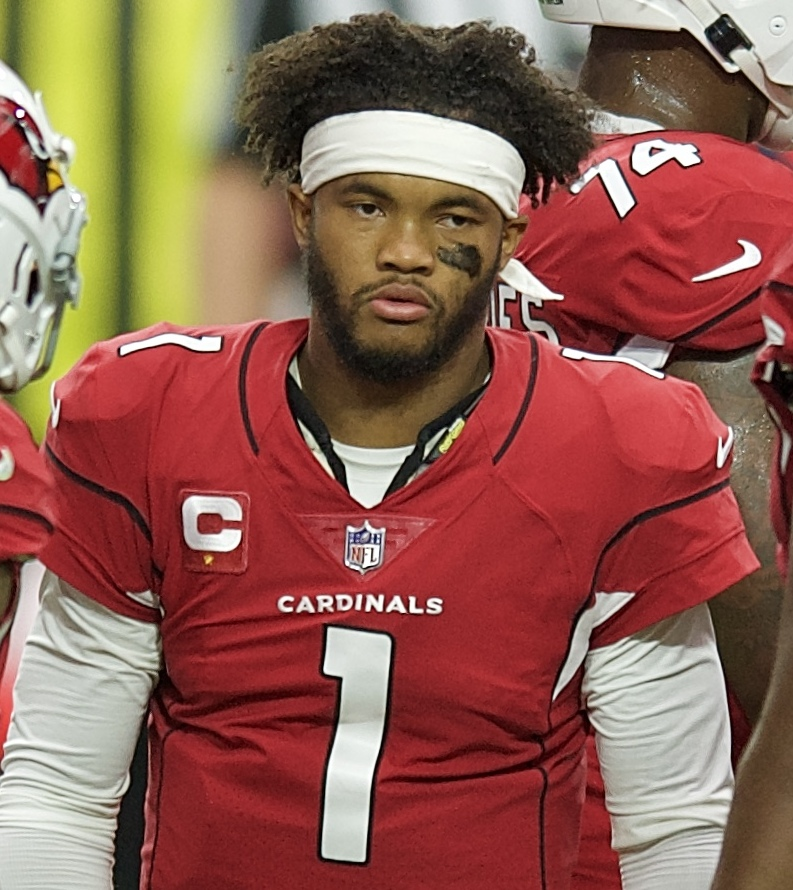
Kyler Murray (* 1997)

###### Murray, L
- Murray, Latavius (* 1990), US-amerikanischer American-Football-Spieler
- Murray, Lauren (* 1990), britische Sängerin
- Murray, Len (1922–2004), britischer Politiker und Gewerkschafter
- Murray, Leonard H. (1913–2001), amerikanischer Eisenbahnmanager
- Murray, Les (1938–2019), australischer Dichter und Prosaautor
- Murray, Lindley (1745–1826), US-amerikanischer Jurist, Geschäftsmann und Grammatiker
- Murray, Lindley (1892–1970), US-amerikanischer Tennisspieler
- Murray, Lowell (* 1936), kanadischer Politiker, Senator, Bundesminister
- Murray, Lyn (1909–1989), US-amerikanischer Komponist, Arrangeur und Dirigent

###### Murray, M
- Murray, Mae (1885–1965), US-amerikanische Schauspielerin und Tänzerin
- Murray, Magnus Miller (1787–1838), US-amerikanischer Politiker
- Murray, Margaret Alice (1863–1963), britische Anthropologin und ÄgyptologinMargaret Alice Murray (1863–1963)
- Murray, Martin (* 1982), britischer Boxer

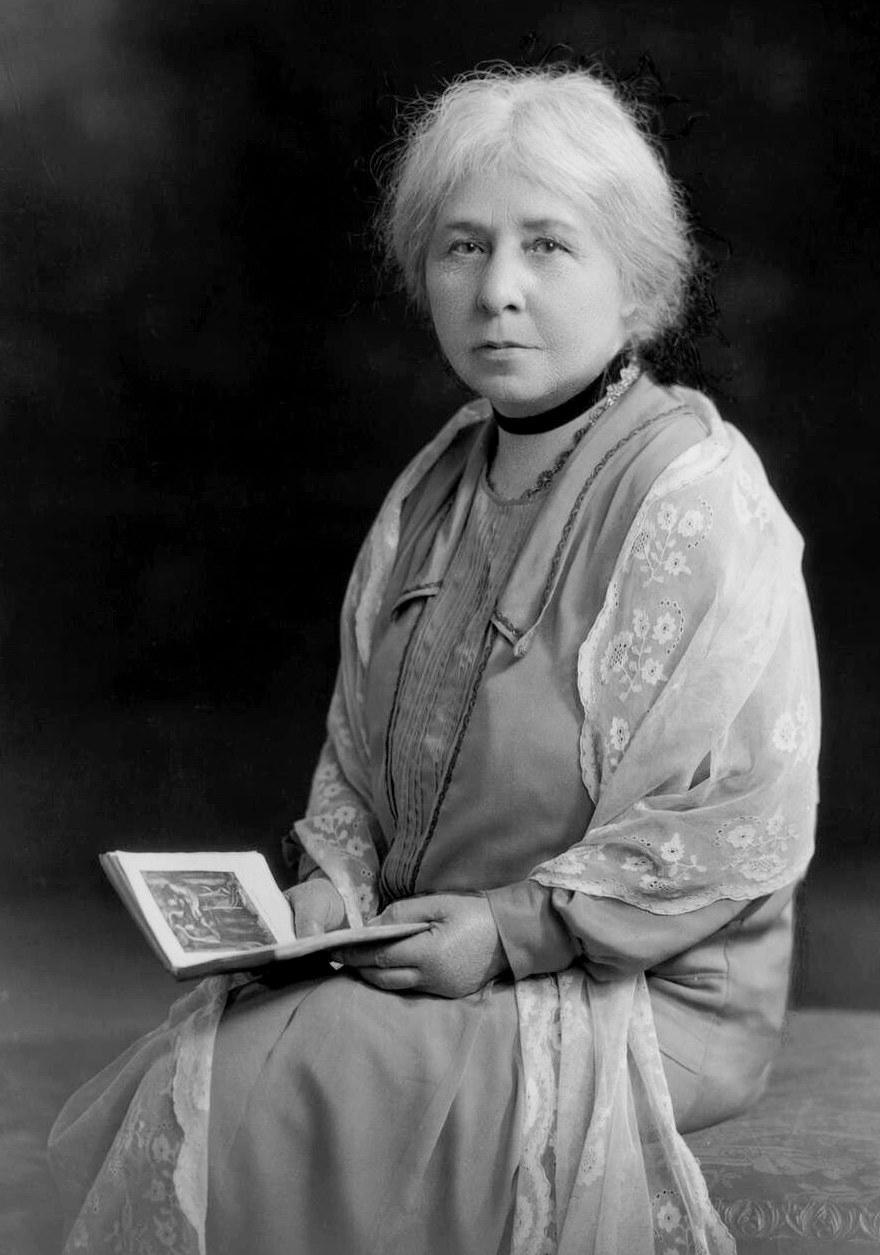
Margaret Alice Murray (1863–1963)

- Murray, Marty (* 1975), kanadischer Eishockeyspieler und -trainer
- Murray, Matt (* 1966), US-amerikanischer Journalist
- Murray, Matt (* 1981), englischer Fußballtorhüter
- Murray, Matt (* 1994), kanadischer Eishockeyspieler
- Murray, Matthew (1765–1826), englischer Ingenieur und Produzent von Dampfmaschinen und Werkzeugmaschinen
- Murray, Maura (* 1982), US-amerikanische Studentin
- Murray, Max (1901–1956), australischer Schriftsteller
- Murray, Maxwell (1885–1948), US-amerikanischer Offizier, Generalmajor der US-Army
- Murray, Mitch (* 1940), britischer Musikproduzent
- Murray, Mungo, 6. Earl of Mansfield (1900–1971), britischer Peer und Politiker

###### Murray, N
- Murray, Nadira (* 1981), usbekische, in Schottland lebende Filmemacherin und Filmproduzentin
- Murray, Neil (* 1950), britischer Rockmusiker
- Murray, Nigel (* 1964), britischer Boccia-Spieler

###### Murray, O
- Murray, Oswyn (* 1937), britischer Althistoriker

###### Murray, P
- Murray, Patrick (1945–2021), australischer Sportschütze
- Murray, Patrick (* 1956), englischer Filmschauspieler
- Murray, Patty (* 1950), US-amerikanische PolitikerinPatty Murray (* 1950)

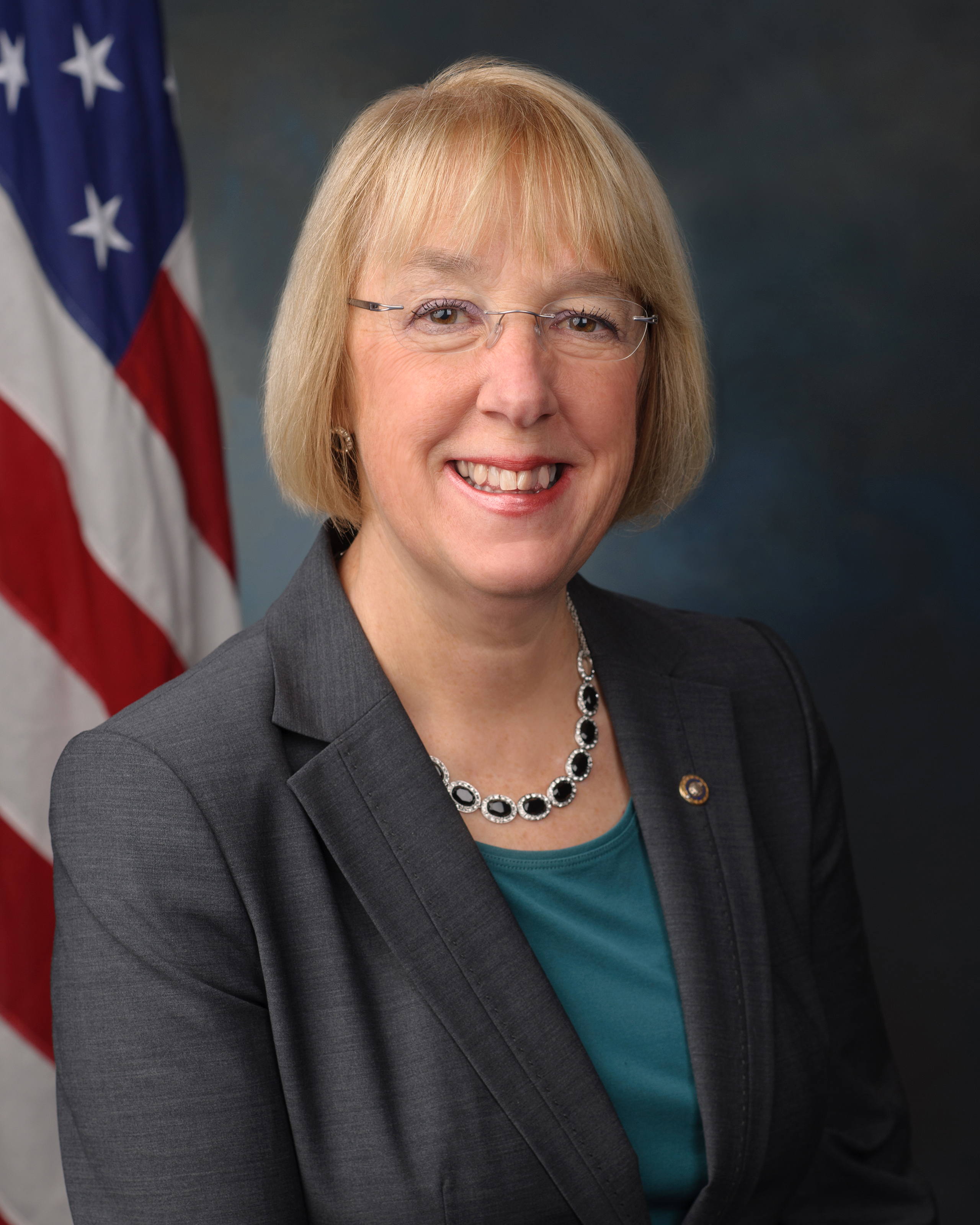
Patty Murray (* 1950)

- Murray, Paul (* 1975), irischer Schriftsteller
- Murray, Paul (* 1977), australischer Skilangläufer
- Murray, Pauli (1910–1985), US-amerikanische Bürgerrechtlerin, Juristin und Theologin
- Murray, Pauline (* 1958), britische Punk- und Rocksängerin
- Murray, Penelope (* 1948), britische Klassische Philologin
- Murray, Peter F. (* 1942), australischer Wirbeltier-Paläontologe

###### Murray, R
- Murray, Ralph (1908–1983), britischer Diplomat
- Murray, Raymond (1910–1960), US-amerikanischer Eisschnellläufer
- Murray, Reid F. (1887–1952), US-amerikanischer Politiker
- Murray, Rem (* 1972), kanadischer Eishockeyspieler
- Murray, Richard (* 1989), südafrikanisch-niederländischer Triathlet
- Murray, Rob (* 1967), kanadischer Eishockeyspieler, -trainer und -funktionär
- Murray, Robert (1870–1948), britischer Sportschütze
- Murray, Robert (* 1951), deutsch-kanadischer Eishockeyspieler und -trainer
- Murray, Robert Maynard (1841–1913), US-amerikanischer Politiker
- Murray, Ronald (* 1937), australischer Radrennfahrer
- Murray, Ronald (* 1979), amerikanischer Basketballspieler
- Murray, Roseana (* 1950), brasilianische Kinderbuchautorin
- Murray, Ruby (1935–1996), nordirische Popsängerin
- Murray, Rudolf (* 1898), Leiter der Staatspolizeileitstelle Düsseldorf und kommissarischer Landrat des Rhein-Wupper-Kreises
- Murray, Ryan (* 1987), schottischer Dartspieler
- Murray, Ryan (* 1993), kanadischer Eishockeyspieler

###### Murray, S
- Murray, Samantha (* 1987), britische Tennisspielerin
- Murray, Samantha (* 1989), britische Pentathletin
- Murray, Seán (1898–1961), irischer Politiker
- Murray, Sean (* 1965), US-amerikanischer Komponist
- Murray, Sean (* 1977), US-amerikanisch-australischer SchauspielerSean Murray (* 1977)

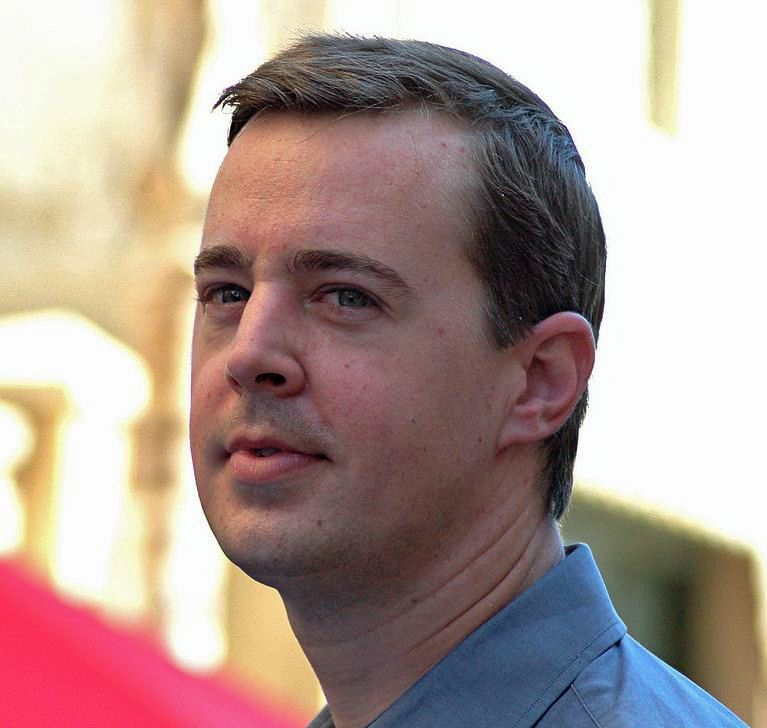
Sean Murray (* 1977)

- Murray, Simon (* 1992), schottischer Fußballspieler
- Murray, Stephen O. (1950–2019), US-amerikanischer Soziologe
- Murray, Suna (* 1955), US-amerikanische Eiskunstläuferin
- Murray, Sunny (1936–2017), US-amerikanischer Jazz-Schlagzeuger

###### Murray, T
- Murray, T. C. (1873–1959), irischer Dramatiker
- Murray, Terry (* 1950), kanadischer Eishockeyspieler und -trainer
- Murray, Thomas (* 1994), neuseeländischer Ruderer
- Murray, Thomas Blackwood (1877–1944), schottischer Curler
- Murray, Thomas junior (1770–1823), US-amerikanischer Politiker
- Murray, Tim (* 1968), US-amerikanischer Politiker
- Murray, Tim (* 1987), US-amerikanischer Fußballtorwart und Torwarttrainer
- Murray, Tom (1874–1935), US-amerikanischer Schauspieler
- Murray, Tom (* 1969), US-amerikanischer Ruderer
- Murray, Tom J. (1894–1971), US-amerikanischer Politiker
- Murray, Tony (1920–2023), französisch-britisch-schweizerischer Unternehmer und Milliardär
- Murray, Tracy (* 1971), US-amerikanischer Basketballspieler
- Murray, Troy (* 1962), kanadischer Eishockeyspieler

###### Murray, W
- Murray, Wallace S. (1887–1965), US-amerikanischer Diplomat
- Murray, William (1803–1875), US-amerikanischer Politiker
- Murray, William (1882–1977), australischer Leichtathlet
- Murray, William Edward (1920–2013), australischer Geistlicher, römisch-katholischer Bischof
- Murray, William Francis (1881–1918), US-amerikanischer Politiker
- Murray, William H. (1869–1956), US-amerikanischer Politiker
- Murray, William J. (* 1946), US-amerikanischer evangelikaler Aktivist
- Murray, William Vans (1760–1803), US-amerikanischer Politiker
- Murray, William, 1. Earl of Mansfield (1705–1793), schottischer Barrister, Politiker und RichterWilliam Murray, 1. Earl of Mansfield (1705–1793)

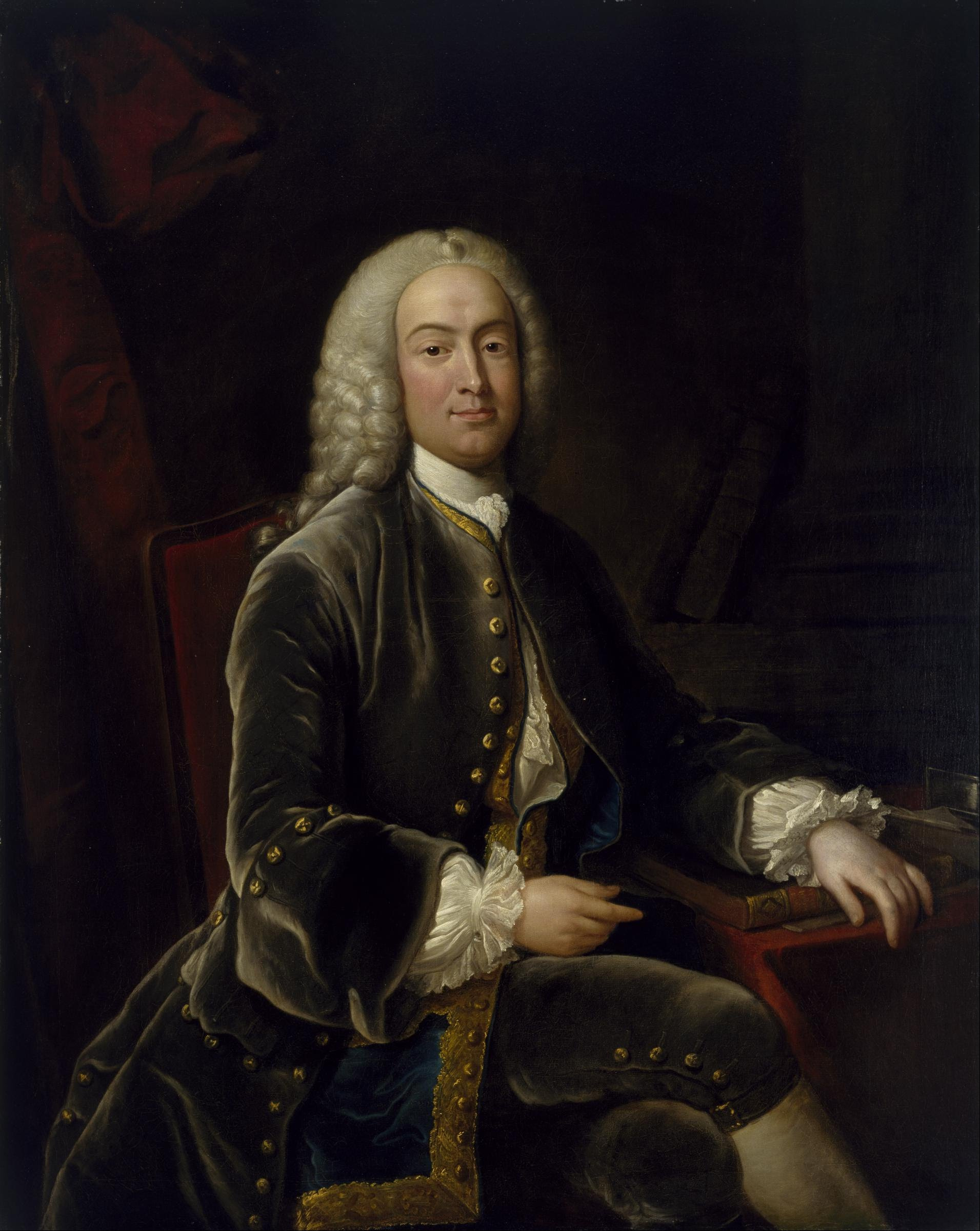
William Murray, 1. Earl of Mansfield (1705–1793)

- Murray, William, 7. Earl of Mansfield (1930–2015), britischer Peer und Politiker (Conservative Party)
- Murray, Williamson (1941–2023), US-amerikanischer Militärhistoriker

###### Murray, Y
- Murray, Yvonne (* 1964), schottische Langstreckenläuferin

##### Murray-

###### Murray-B
- Murray-Boyles, James (* 1997), amerikanischer Basketballspieler

###### Murray-C
- Murray-Clay, Ruth, US-amerikanische Astrophysikerin und Hochschullehrerin

###### Murray-D
- Murray-Douglass, Anna (1813–1882), US-amerikanische Abolitionistin

###### Murray-M
- Murray-Méthot, Marie-Pier (* 1986), kanadische Volleyballspielerin

###### Murray-R
- Murray-Rust, Peter (* 1941), britischer Chemiker und Open-Data-Aktivist

###### Murray-S
- Murray-Smith, Joanna (* 1962), australische Schriftstellerin
- Murray-Smith, Stephen (1922–1988), australischer Herausgeber und Autor

### Murre
- Murre, Jacob (1929–2023), niederländischer Mathematiker
- Mürre, Kurt (1905–1967), deutscher Kommunalpolitiker (SPD)
- Murrel-Ross, Kelsie (* 2002), grenadische Kugelstoßerin
- Murrell, Christine (1874–1933), englisch-britische Ärztin
- Murrell, Hilda (1906–1984), britische Rosenzüchterin, Umwelt-Aktivistin
- Murrenhoff, Hubertus (* 1953), deutscher Maschinenbauingenieur
- Murrenius Severus, Titus, römischer Suffektkonsul (202)
- Murrer, Anna Barbara (1688–1721), deutsche Malerin
- Murrer, Balthasar, deutscher Drucker in Frankfurt (Oder)

### Murri
- Murri, Linda (1871–1957), italienische Prominente
- Murri, Romolo (1870–1944), italienischer Theologe, Politiker, Mitglied der Camera dei deputati und Publizist
- Murrieta, Joaquín (1829–1853), mexikanisch-amerikanischer Gesetzloser; Westernfigur
- Murrill, Herbert (1909–1952), englischer Musiker
- Murrill, William Alphonso (1869–1957), Murrill (botanisches Autorenkürzel)
- Murrills, Adam (* 1990), englischer Squashspieler
- Murrizi, Myslim (* 1968), albanischer Jurist, Unternehmer und Politiker

### Murrm
- Murrmann, Wilhelm (1907–1975), deutscher Kommunalpolitiker (Freie Wählergemeinschaft)

### Murro
- Murro, Christian (* 1978), italienischer Radrennfahrer
- Murro, Noam (* 1961), israelischer Regisseur
- Murrow, Edward R. (1908–1965), US-amerikanischer JournalistEdward R. Murrow (1908–1965)

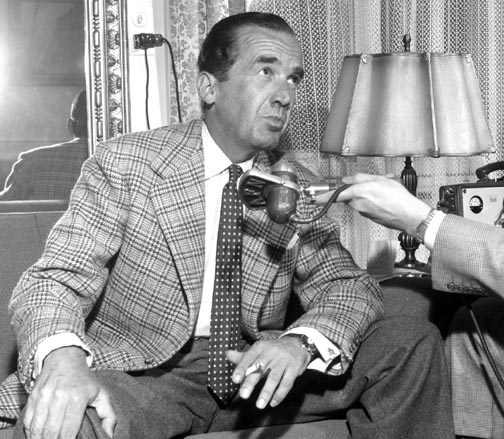
Edward R. Murrow (1908–1965)

### Murru
- Murru, Nicola (* 1994), italienischer Fußballspieler

### Murrw
- Murrweiss, Heike (* 1968), deutsche Handballspielerin

### Murry
- Murry, David (* 1957), US-amerikanischer Autorennfahrer und Rennstallbesitzer
- Murry, George Vance (1948–2020), US-amerikanischer Ordensgeistlicher, römisch-katholischer Bischof von Youngstown
- Murry, Paul (1911–1989), US-amerikanischer Comiczeichner